# Religion en Autriche
L'article Religion en Autriche vise à présenter les pratiques religieuses, passées et présentes, actualisées (au plus près de 2020), des 9 900 000 habitants (hors diasporas) de la République d'Autriche, pays enclavé d'Europe centrale.

## Histoire

### Avant la christianisation
Les nombreuses cultures néolithiques dont subsistent des traces archéologiques ne permettent guère d'inférer en termes de spiritualité.
Le Char de Strettweg (Culture de Hallstatt) demeure la pièce la plus significative.
De la protohistoire et de l'Antiquité dans la région, sont connues la religion des Celtes, la mythologie celtique, la mythologie germanique, le paganisme germanique, et la religion de la Rome antique.
Ces polythéismes disparaissent progressivement avec la christianisation. Diverses pratiques païennes sont christianisées, dans un syncrétisme acceptable : processions religieuses, rituels, jeux. 
Des résurgences de « crypto-paganisme », de fêtes païennes, se lisent dans les célébrations des saisons (équinoxes, solstices) : fête de la récolte, couronne de l'Avent, épiphanie, jours des Rogations, carnaval, déguisements, masques. 
Le pastoralisme alpin et l'agriculture de montagne permettent de telles survivances : transhumance alpine, alpage, Almabtrieb (désalpe), combat de reines, bataille de reines, cornaille, sonnaille.
Les variantes de costume traditionnel (Volkstracht), très nombreuses (bien au-delà du dirndl, du lederhose ou de l'Haferlschuh (de) (Schützenschuh)) sont visibles, hors des fêtes (Carinthie, Styrie, Tyrol, Vorarlberg), manifestations ou animations, dans les musées des Arts et Traditions d'Autriche.
La liste du patrimoine culturel immatériel de l'humanité en Autriche reconnaît certaines pratiques, auxquelles il convient de joindre une part de la musique autrichienne traditionnelle, dont la musique traditionnelle alpine (de), les danses populaires autrichiennes (de) : almlied (de), yodel, jochitzer, gstanzl (de).
Ces traditions alpines préchrétiennes (Autriche, Suisse, Savoie, Italie du nord, Slovénie), dont les personnages de Krampus, Berchta (Perchten), homme sauvage, participent d'un patrimoine culturel, folklorisé, en danger, en voie de disparition du fait de l'extinction des modes de vie traditionnels conservés plus longtemps dans les Alpes.
- Coutumes du Vorarlberg
- Fêtes et usages traditionnels en Autriche (de)

### Christianisme
La première évangélisation s'effectue dans le milieu romain ou romanisé, cosmopolite (commerçant, urbain, militaire, administratif).
À partir de 174 sont créés des évêchés : Teurnia (Tiburna, Lendorf), Virunum (Maria Saal), Lauriacum (Enns (ville)), Aguntum (Lienz).
Florian de Lorch (250-304), haut fonctionnaire de l'armée impériale en Norique à l'époque de la persécution de Dioclétien, est un des premiers martyrs célèbres de la région (et saint patron de la Haute-Autriche).
Séverin du Norique (410-482) porte le titre d’apôtre du Norique. Puis les Romains évacuent la région vers 488.
La seconde christianisation a lieu à partir de l'archi-abbaye Saint-Pierre de Salzbourg (établie en 696) aux 7e-8e siècles : Rupert de Salzbourg  (650-718), Virgile de Salzbourg (?-784), selon la Conversio Bagoariorum et Carantanorum (vers 870) peut-être d'Adalwin.
Des monastères sont créés : Mondsee (748), Innichen (769), Kremsmünster (777), Sankt Florian (vers 800).
Puis les campagnes militaires de Charlemagne, lors des guerres des Francs contre les Avars (791-805), mettent quelque frein à cet essor chrétien local.
L'éclatement de l'Empire carolingien (800-843/924) crée une Francie orientale dont une part devient une marche de l'est, Ostmark puis Österreich, principauté de langue germanique, partie de l'occident chrétien médiéval, représenté par le Saint-Empire romain germanique (962-1806).

#### 10e-15esiècles
Progressivement, l'Église catholique acquiert les caractères d'une église d'État du Margraviat d'Autriche (976-1156), Duché d'Autriche (1156-1453), Archiduché d'Autriche (1453-1806), sous la direction de la Maison de Babenberg (976-1246), puis de la Maison de Habsbourg, comme partie des territoires héréditaires des Habsbourg (1276-1918).
Au 13e siècle, l'inquisition attaque les Waldenser, adeptes de l'Église évangélique vaudoise (créée vers 1170, autour de Vaudès (1140-1217), dit Pierre Valdo), dont le paulicianisme, peut-être inspiré du bogomilisme va inspirer le catharisme.
La deuxième pandémie de peste frappe l'Europe à partir de 1347 (peste noire), et demeure active jusque vers 1800. Elle atteint la région à plusieurs reprises dont en 1424.
L'autre événement, contemporain et également jugé "diabolique", est la Réforme de Bohême (en) (ou Réforme tchèque ou Réforme hussite). 
Jan Hus (1372-1415), et d'autres religieux et théologiens (Jan Želivský (1380-1422)), en plein Grand Schisme d'Occident (1378-1417), dénoncent certaines dérives de l'Église catholique romaine, trop temporelle et pas assez spirituelle, à Rome autant que localement.
L'Église hussite se veut un retour à l'Église apostolique (au sens de l'église des apôtres), spirituelle et pauvre.
L'excommunication de Jean Hus en 1411, puis un nouveau scandale de commerce des indulgences de Jean XXIII (antipape) en 1411-1412 pour financer une guerre, sont des motifs suffisants de troubles ou d'émeutes dont Jan Hus est présenté comme responsable. Il est condamné comme hérétique, et brûlé vif.
Une partie de la noblesse proteste, dans ce qui s'avère aussi un conflit entre féodalisme et absolutisme.
La défenestration de Prague (1415), alors capitale du Saint-Empire romain germanique, est le premier épisode d'une insurrection de dix-huit ans et  de cinq croisades envoyées par le pape Martin V et l'empereur Sigismond, auxquelles les Tchèques résistent.
Les croisades contre les hussites (1420-1434), menées côté hussite par des chefs élus, Jan Žižka (1370-1424) et Procope le Grand (1380-1434) : bataille du mont Tábor (cs) (Bohême du Sud) et la victoire de Kutná Hora (cs) (1422), dévastation de la Bohême, de la moitié de l’Allemagne et de la Hongrie par des fanatiques qui sèment la terreur, antagonisme croissant entre Tchèques et Allemands, ces derniers rangés dans le camp catholique. 
Le concile de Constance (1414-1418) donne lieu entre autres au procès et à la condamnation pour hérésie des réformateurs John Wyclif, Jan Hus et Jérôme de Prague (et les deux derniers sont suppliciés sur le bûcher à onze mois d'intervalle).
Le Concile de Bâle-Ferrare-Florence-Rome (1431-1441) adopte le conciliarisme (même avec supériorité papale, et condamné en 1870 et 1964) et signe des accords (compacta) avec les hussites modérés (mais qui ne sont pas ratifiés par le pape).

#### 16e-18esiècles
La réforme protestante, radicale ou non, touche la population autrichienne également, où une bonne partie passe au calvinisme et surtout au luthéranisme.
La réforme catholique et/ou la contre-réforme, où s'implique beaucoup la Compagnie de Jésus, consiste à lutter contre les tenants de la réforme protestante et à promouvoir bâtiments, rites, cérémonies, langue allemande, et arts du catholicisme (habsbourgeois), dans un contexte intérieur et international assez difficile : attaque et occupation ottomane d'une partie de l'Empire, mouvements de troupes mercenaires des guerres austro-turques, dont la Longue Guerre (1591-1606), partie de la Guerre de Trente Ans. Un résultat en est la dévastation d'une grande partie du monde germanique.
La popularité et le succès du baroque sont encouragés par l’Église catholique quand elle décide que le côté théâtral du style des artistes du baroque peut servir à promouvoir des thèmes religieux avec une implication directe et émotionnelle. C’est un art du catholicisme tel que défini en 1545-1563 par le concile de Trente, dont une décision significative est le Décret sur l’innovation et les reliques des saints, et sur les images saintes. Cette esthétique de la Contre-Réforme se retrouve particulièrement dans l'art jésuite. Le baroque rencontre de fortes résistances dans les pays acquis à la Réforme, où se développe un art protestant plus modeste. L’Angleterre reste très réfractaire, la France également.
Même si la re-catholicisation cible les protestants et crée une forme de désenchantement du monde, les mauvais traitements (interdictions, persécutions, relégations, déportations) sont fréquents contre les communautés juives.
Les Juifs de cour, dont Samuel Oppenheimer (1630-1703), ne sont pas directement concernés.
L'antisémitisme et les pogroms de Pologne sont connus (de la communauté).
Le smyrniote Sabbataï Tsevi (1626-1676) se fait passer pour le Messie, inspire la secte des Sabbatéens et du Frankisme, et préconise le retour à la Terre sainte pour y rétablir le Royaume d'Israël. 
En 1773, le pape Clément XIV prononce la suppression de la Compagnie de Jésus, après l'expulsion des Jésuites de divers pays (Portugal, France, Espagne, Deux-Siciles) et la Sanction pragmatique (1767) de Charles III (roi d'Espagne).
En 1781 est signé l'Édit de tolérance par l'empereur Joseph II, qui garantit la liberté de religion à tous les sujets catholiques et protestants de l'Empire des Habsbourg, et leur égalité d'accès à la vie publique (emplois publics, université, corps de métier…).
La non inclusion des chrétiens orthodoxes et des Juifs est ensuite corrigée par d'autres édits.
L'Édit de tolérance de 1782 (en) accorde les mêmes droits à la population juive, mais avec une forte restriction de l'immigration, et l'obligation de remplacer par l'allemand le yiddish et l'hébreu (pour tout texte, y compris d'enseignement).
Le joséphisme est la version autrichienne du despotisme éclairé.
Un décret impérial du 11 décembre 1785 soumet également les loges maçonniques à un contrôle d'État minutieux.

#### 19esiècle
La Révolution française, le Premier Empire français et les guerres napoléoniennes (1803-1815) bousculent l'Europe.
Le Congrès de Vienne (1814-1815) rétablit pour un temps l'ordre ancien.
Le Printemps des peuples de 1848, et particulièrement la Révolution autrichienne de 1848 (dont l'Insurrection viennoise d'octobre 1848) réveille des espoirs vite noyés dans le néo-absolutisme (1851-1859), avant l'ouverture du temps des réformes, le compromis austro-hongrois de 1867 : François-Joseph Ier (empereur d'Autriche) (1830-1916), en fonction pendant presque 68 ans.
L'Autriche-Hongrie est de fait multiculturelle, multiconfessionnelle.

#### 20esiècle
Le Traité de Saint-Germain-en-Laye (1919) entérine et précise le Traité de Versailles (1919), consacre la dislocation de l'Autriche-Hongrie, met un terme à l'éphémère République d'Autriche allemande (1918-1919). Elle est remplacée par la Première République (Autriche) (1919-1938) : austromarxisme, Vienne la rouge. La guerre civile autrichienne (1934) débouche sur un austrofascisme (1934-1938) : autoritarisme, catholicisme d'État ou national-catholicisme. L'antisémitisme explose, dès avant l'Anschluss (12 mars 1938), et culmine lors de la Nuit de Cristal (9-10 novembre 1938) et l'holocauste en Autriche (en).

### Autres spiritualités

#### Judaïsme
Les Juifs seraient en 2020 environ 15 000, mais seulement 8 140 pratiquant la religion mosaïque, dont la très grande majorité à Vienne.
L'histoire des Juifs en Autriche est ancienne.
La Judenplatz, Place des Juifs, située dans l'Innere Stadt, premier arrondissement et centre historique de Vienne (Autriche) a été le foyer de la communauté juive de Vienne depuis le XIIe siècle, et elle recèle des vestiges archéologiques datant du Moyen Âge.
Après la Révolution de Mars (1848) et la Révolution autrichienne de 1848, la période 1848-1938 permet une certaine prospérité de la communauté juive, sous le règne de François-Joseph Ier (empereur d'Autriche).
Des 200 000-250 000 Juifs d'Autriche en 1933-1938, 65 000 Juifs et 25 000 mischlings sont exterminés, et 130 000-155 000 parviennent à se réfugier à l'étranger ou à survivre en se cachant.
- Shoah en Autriche (à créer)
  - Holocauste en Autriche (rubriques) (en)
  - Mémorial de la Shoah (Vienne)
  - Stolpersteine en Autriche
  - Déni de l'Holocauste en Autriche (en)

#### Islam
L'expansion maximale de l'Empire ottoman en Europe motive l'islamisation d'une partie réduite des populations sous son autorité.
Après la Campagne de Bosnie-Herzégovine (1878) et le Condominium de Bosnie-Herzégovine (1878-1918), un nombre important de musulmans passent sous domination austro-hongroise, sous régime Islamgesetz.
À la dislocation de l'Autriche-Hongrie en 1918, peu de musulmans restent sur le territoire de la première république autrichienne.
Une première association religieuse musulmane Islamischer Kulturbund est créée par le baron Omar Rolf von Ehrenfels. En 1943, une nouvelle association est créée par Salih Hadžialić.
Une part importante des musulmans actuels d'Autriche se constitue de descendants des Gastarbeiter (travailleurs étrangers invités) des années 1960 (22 267 en 1971, 76 939 en 1981).
Enfin, les Guerres de Yougoslavie (1991-2001) entraînent l'arrivée de nombreux réfugiés (158 776 en 1991, 338 988 en 2001).
La très grande majorité est actuellement d'ascendance turque. Une grosse minorité est d'origine bosniaque.
- Bosniens en Autriche (de)
- Liste des mosquées en Autriche (de)

#### Paganisme et néo-paganisme
Le néopaganisme vise à revivifier et réinventer une partie des pratiques et traditions alpines préchrétiennes, au risque de retomber dans des dérives anciennes (1870-1940). Il existe aussi évidemment un néopaganisme européen de langue allemande (en) (non spécifiquement alpin).

#### Nouveaux mouvements religieux
Parmi les nombreux nouveaux mouvements religieux (NMR) actifs en Autriche : 
les courants mondiaux du New Age, et des résurgences (au risque des dérives du mysticisme nazi, mouvement de la foi allemande, ariosophie) : anthroposophie, théosophie, géomancie, ésotérisme (ésotérisme en Allemagne et en Autriche (en)), irminisme (en), odinisme, wotanisme (Ásatrú).

## Galerie

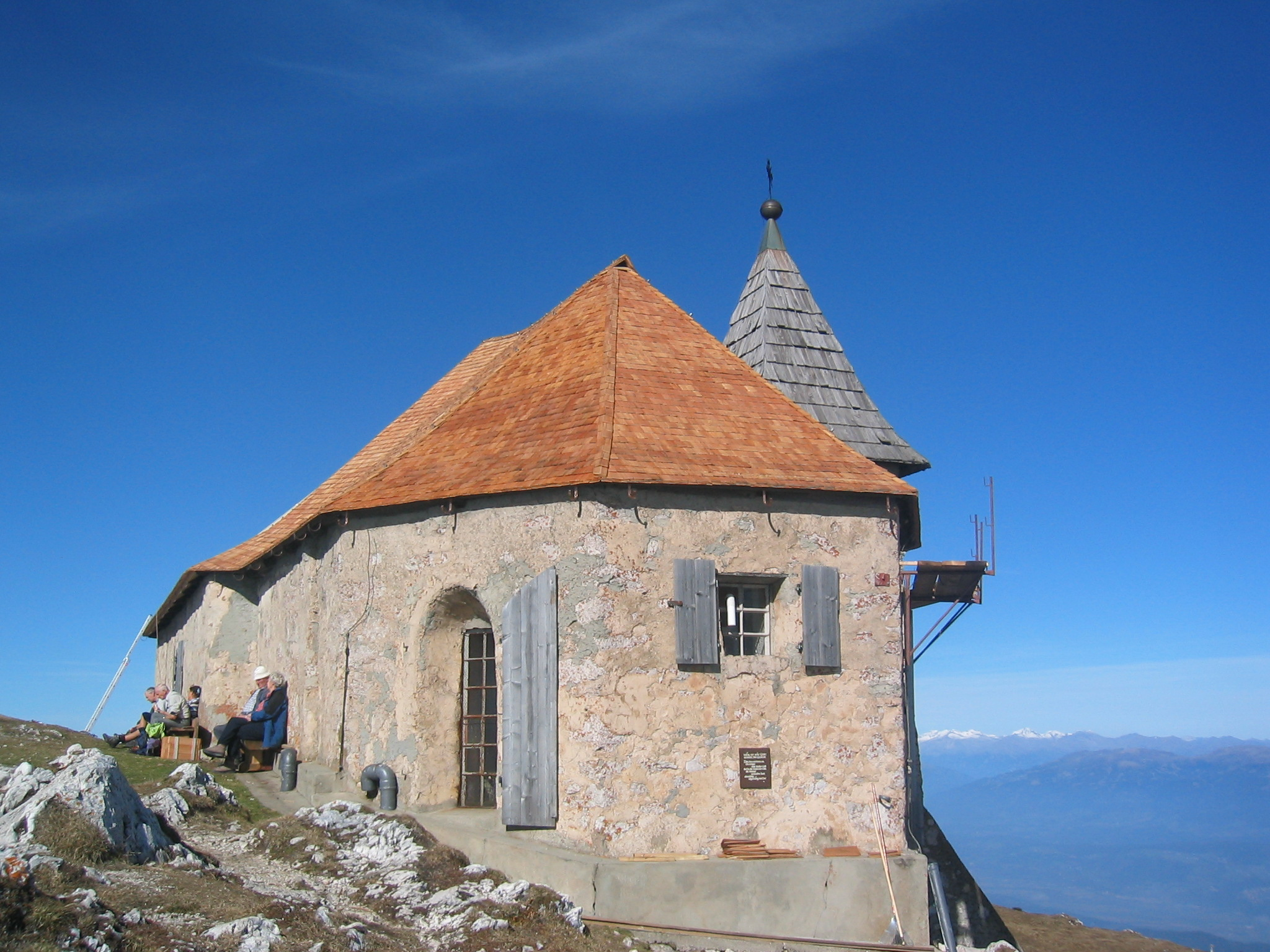
Église de Dobratsch
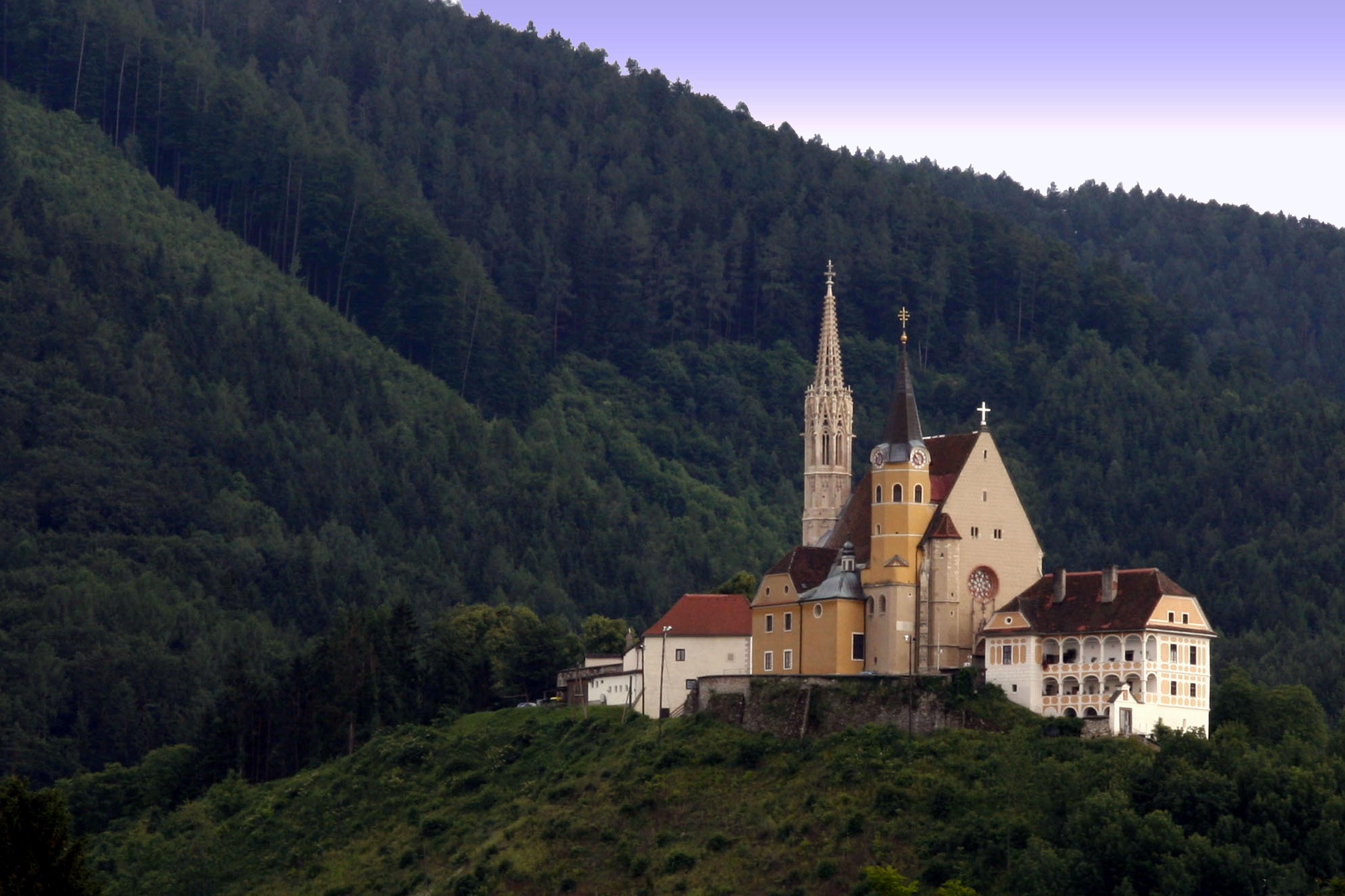
Église de Gratwein-Straßengel
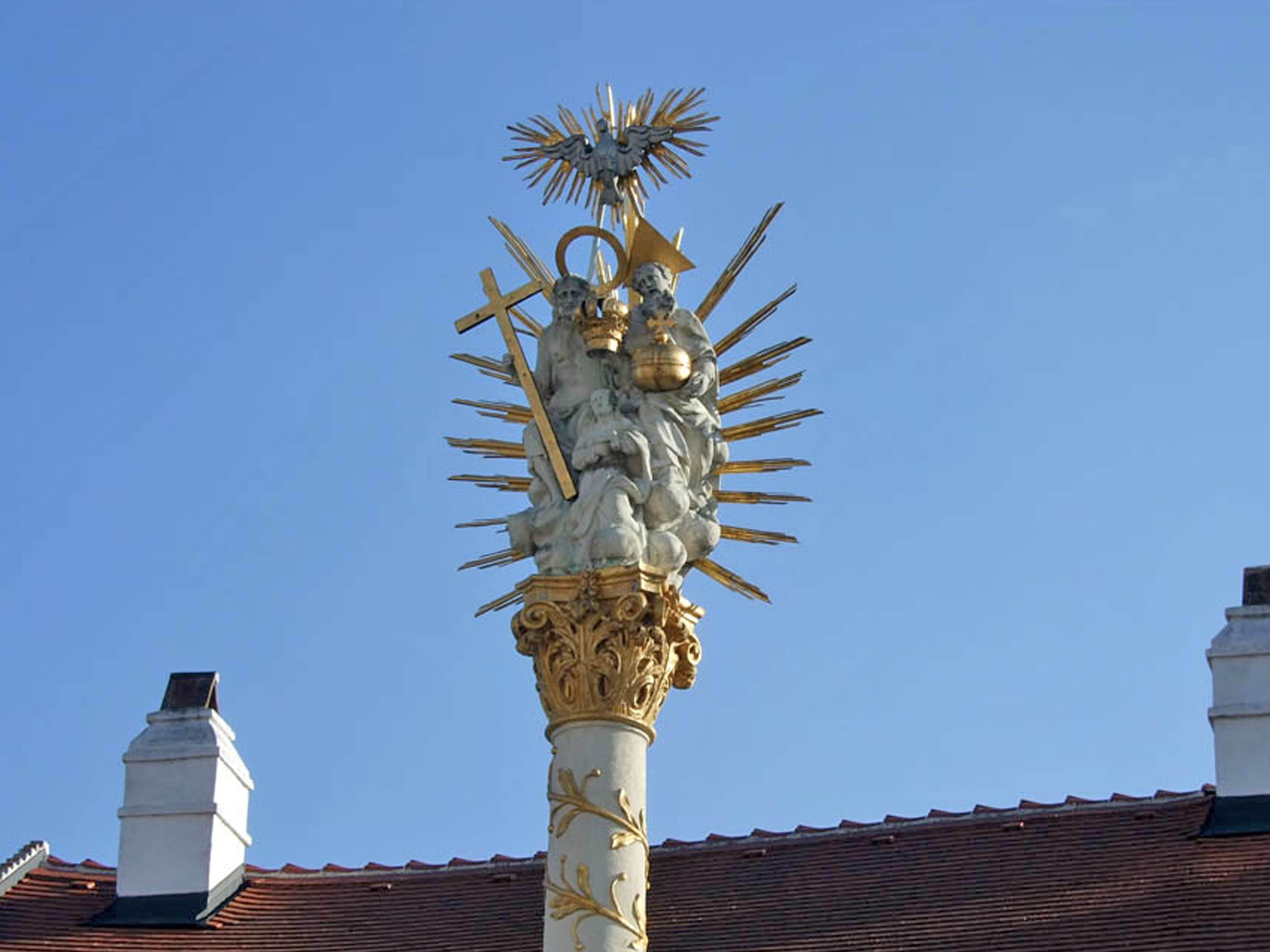
Colonne de la peste à Eisenstadt
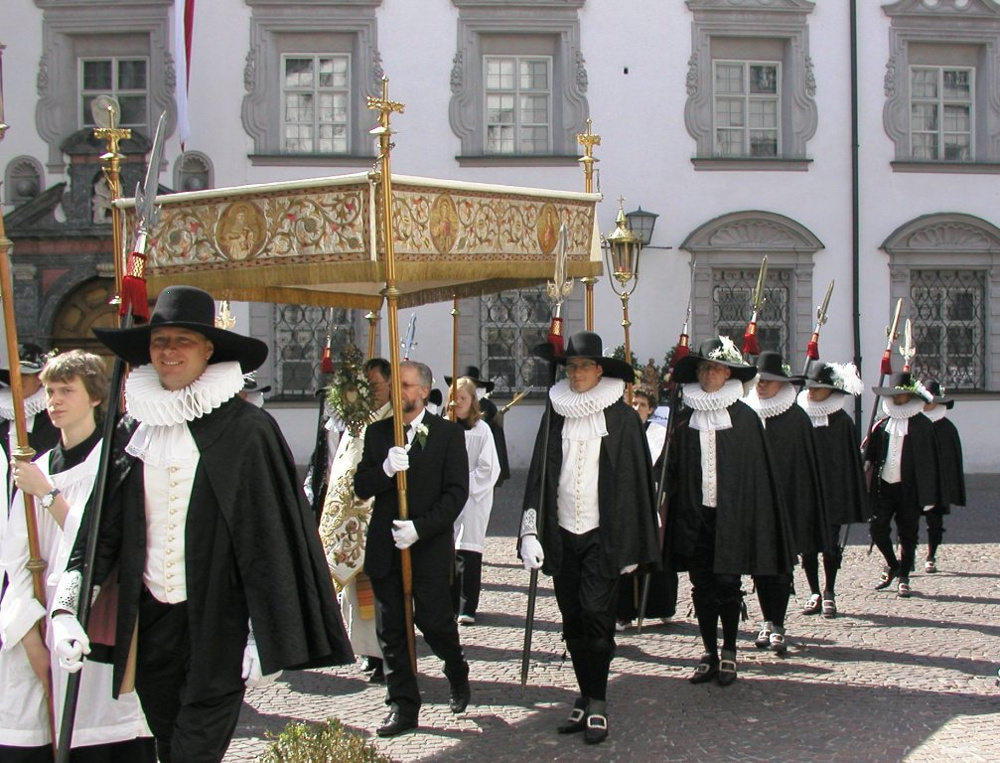
Procession du Saint-Sacrement au Tyrol
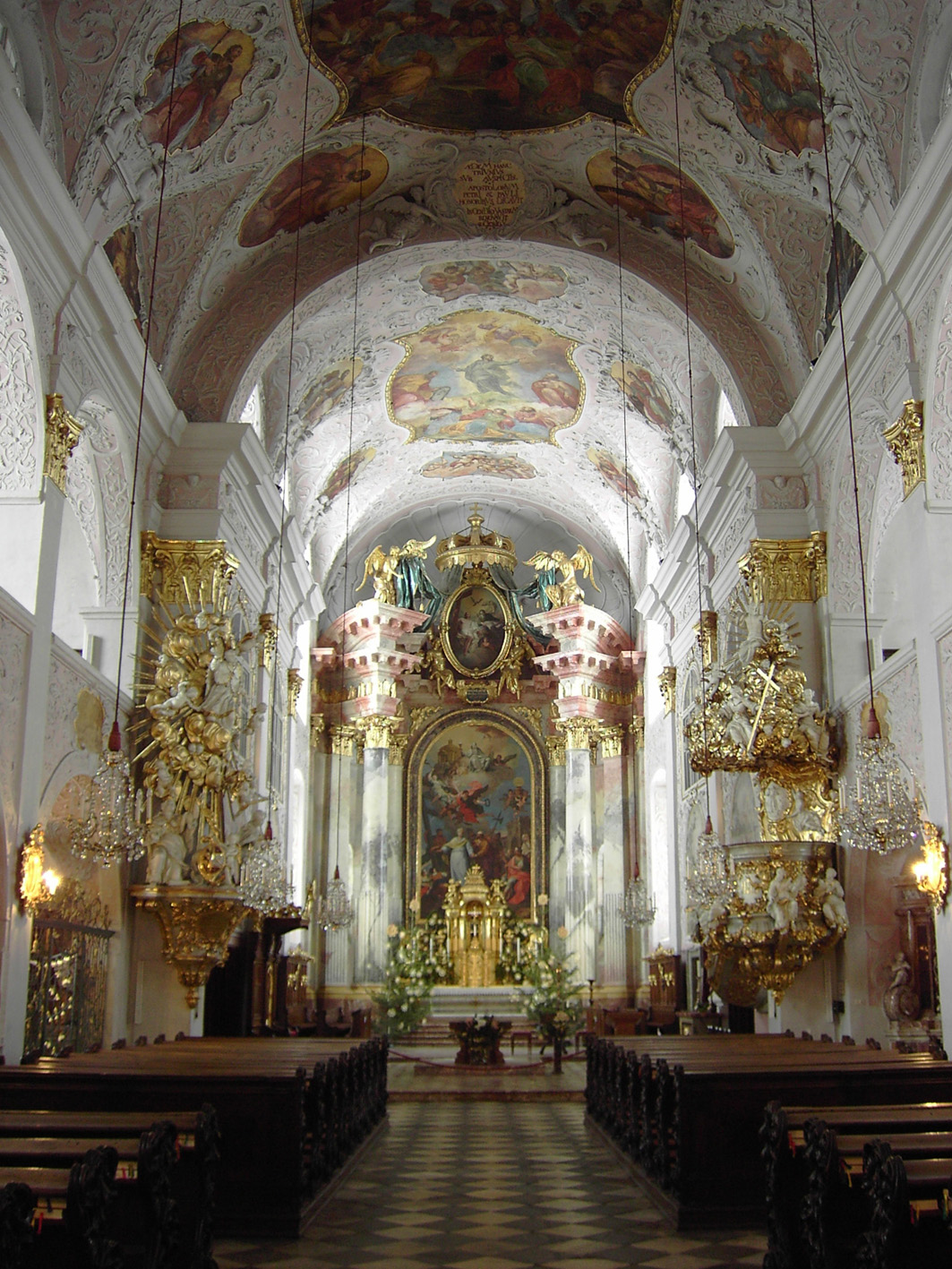
Cathédrale de Klagenfurt
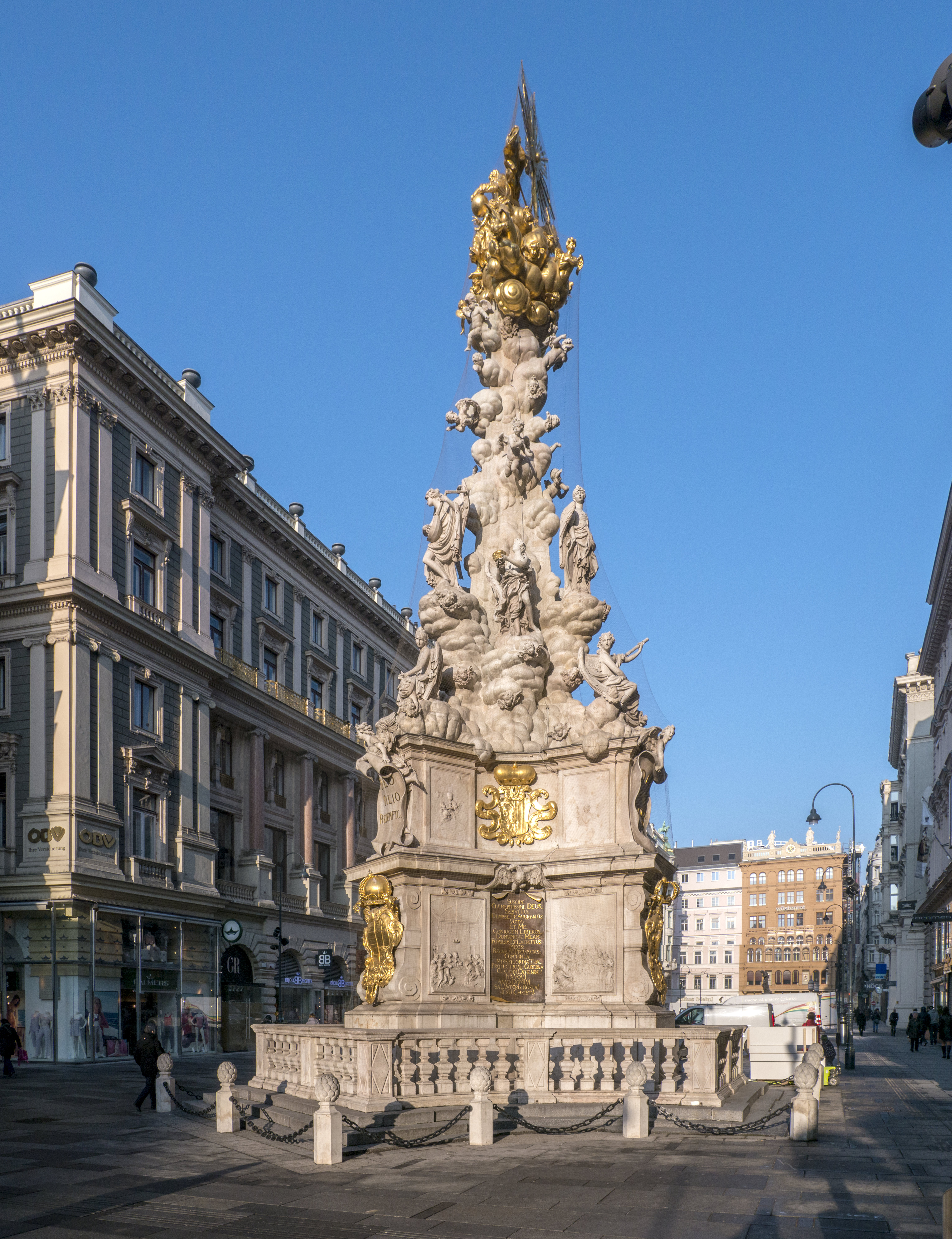
Colonne de la peste (Vienne)
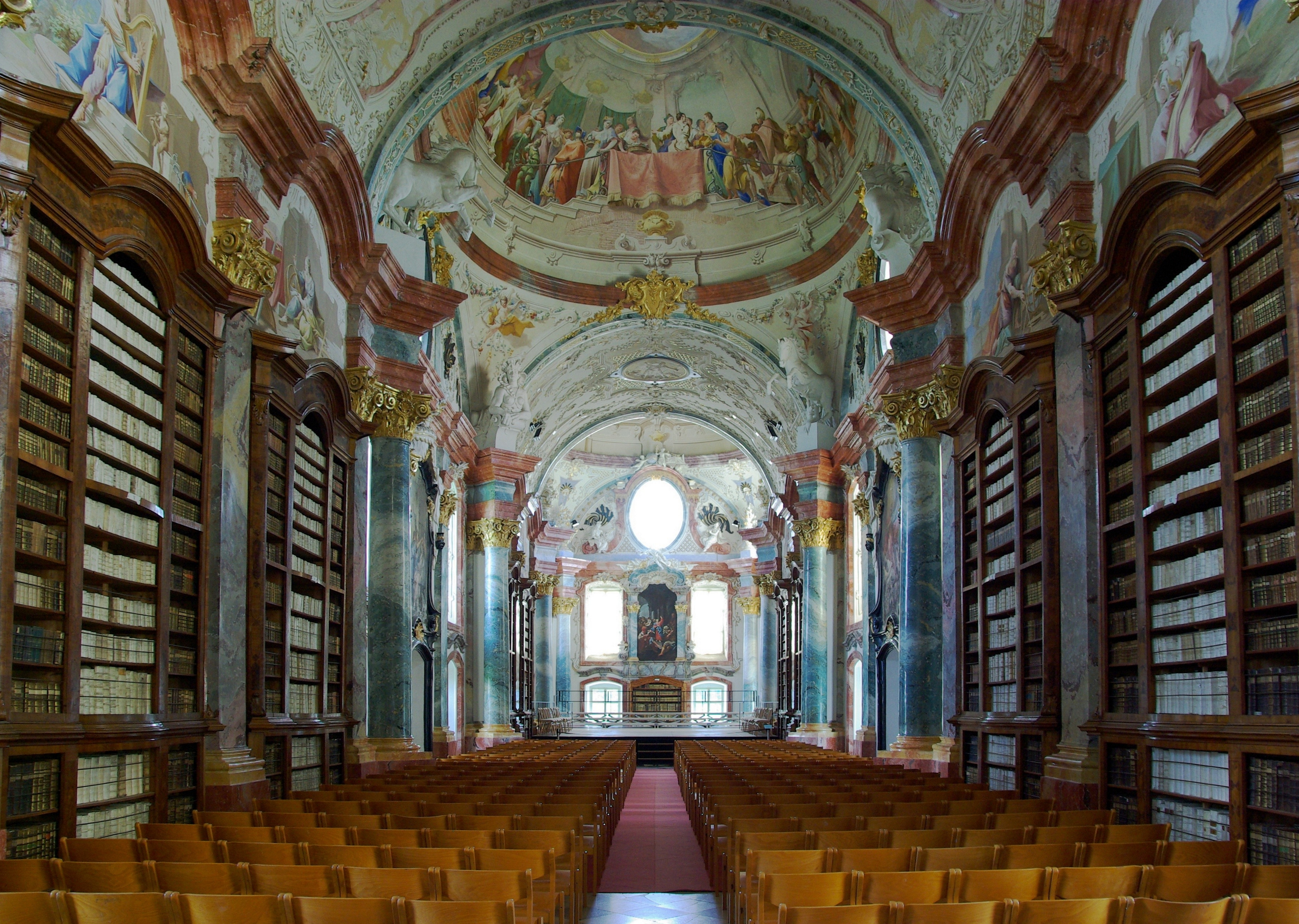
Bibliothèque de l'abbaye d'Altenburg
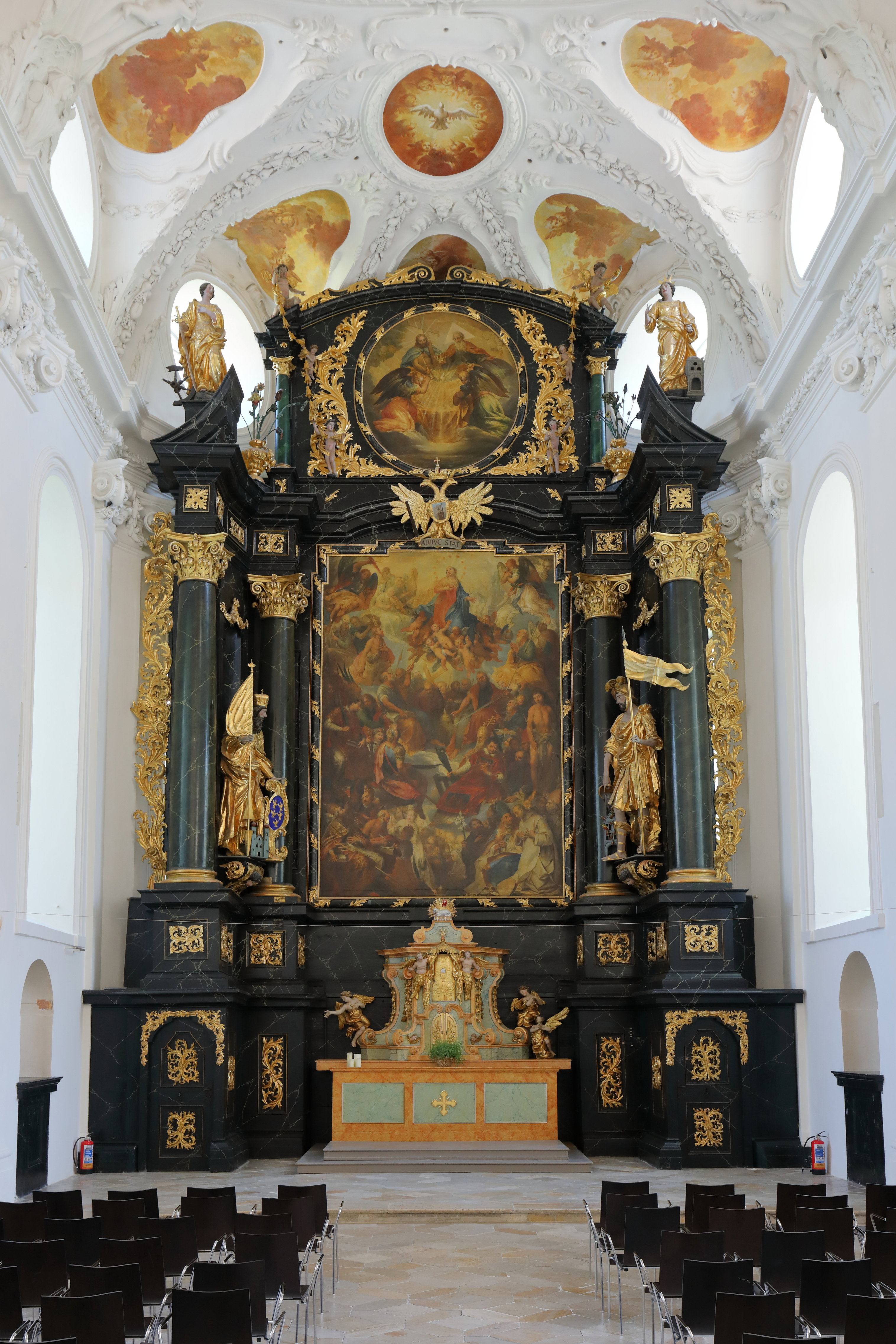
Chartreuse de Mauerbach
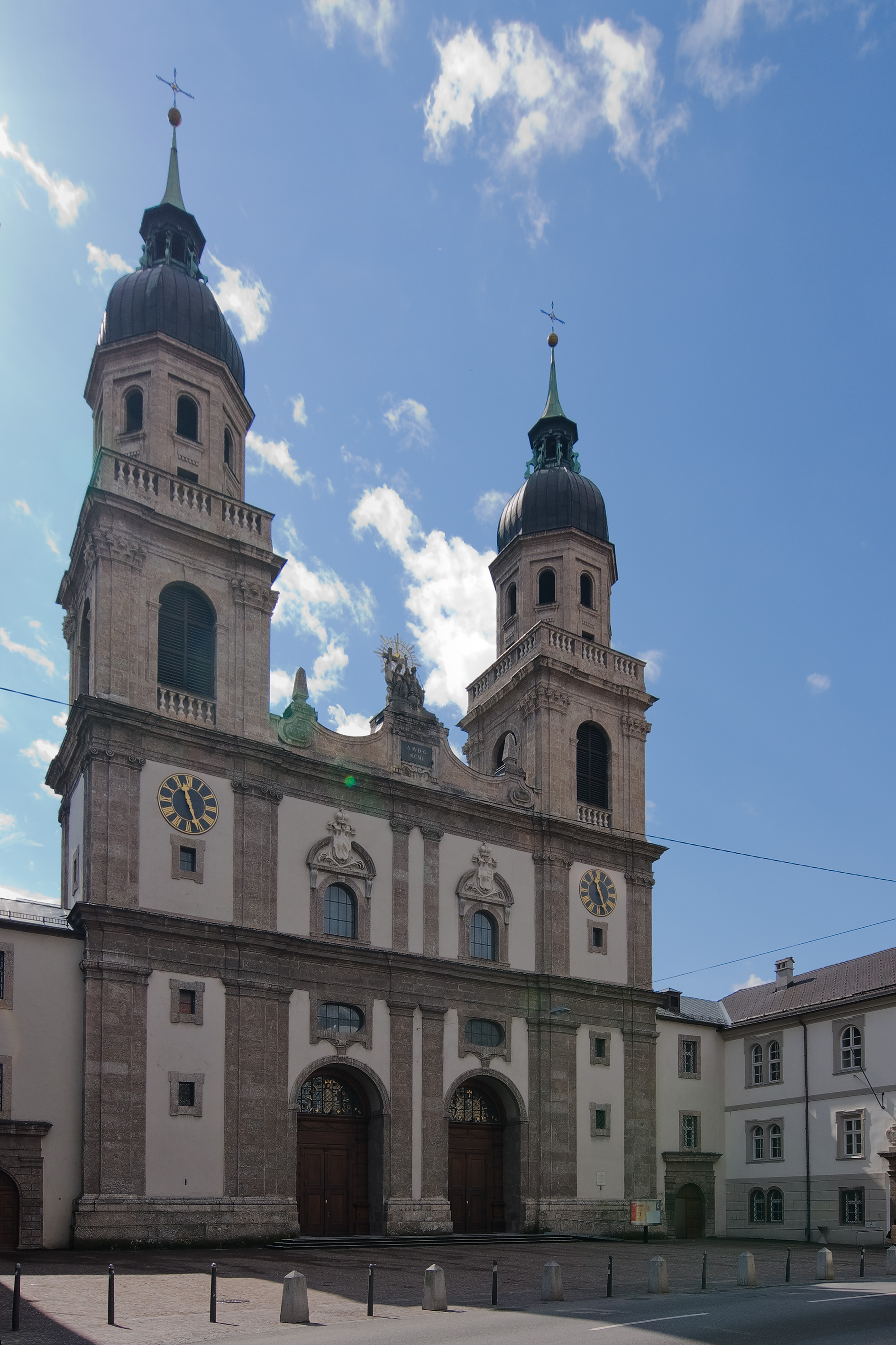
Église des Jésuites d'Innsbruck
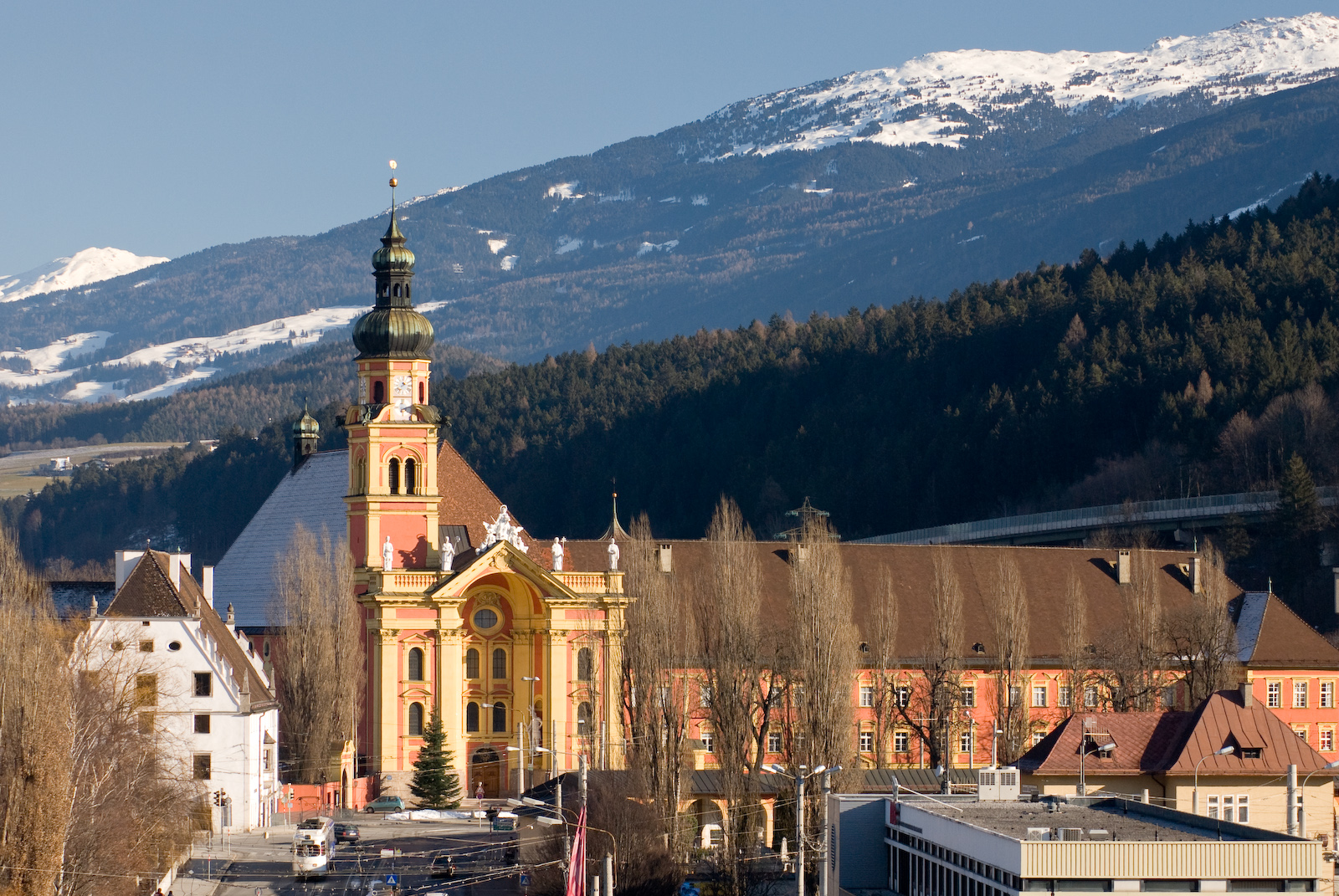
Abbaye de Wilten
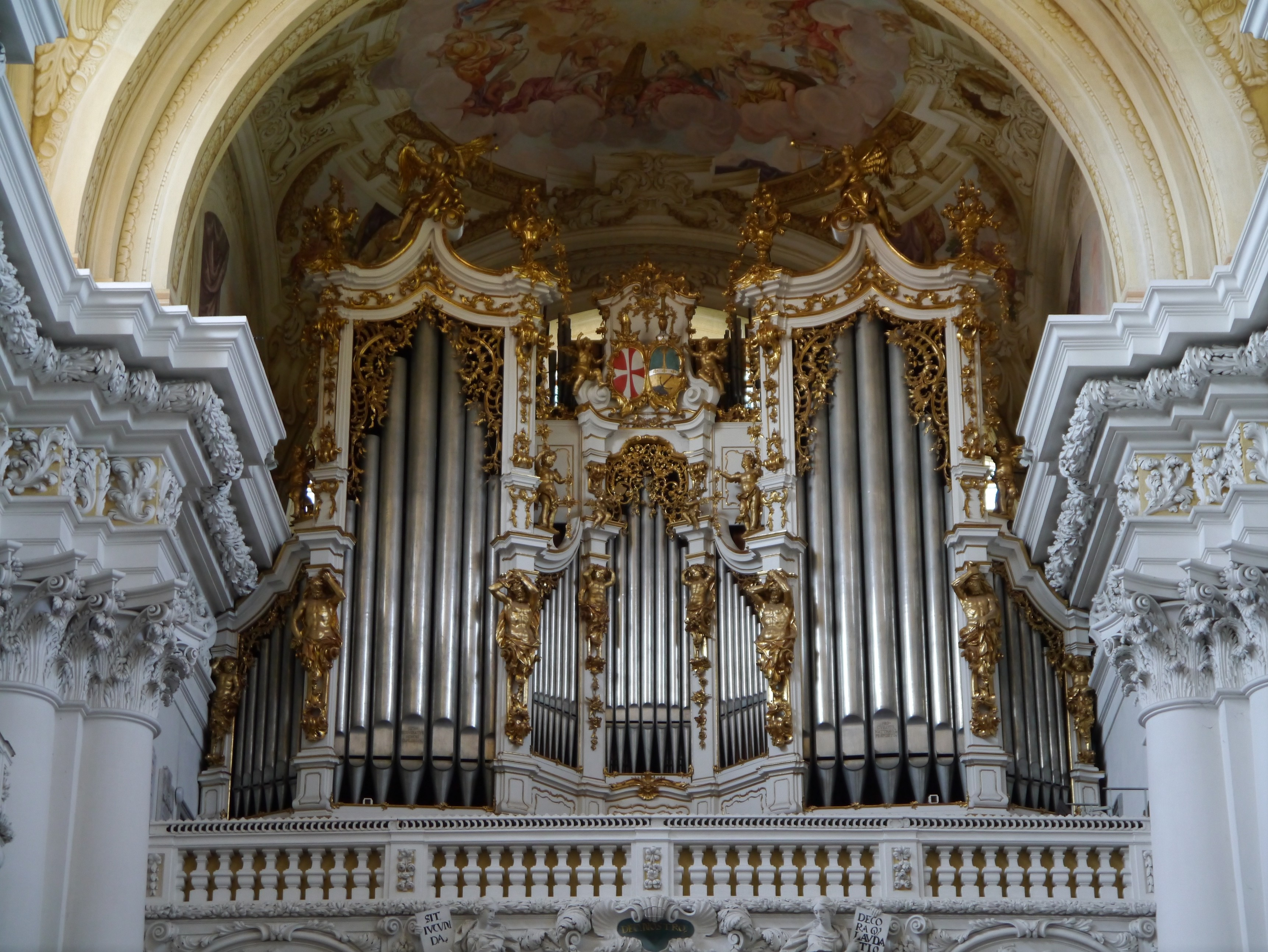
Orgue de l'Abbaye de Saint-Florian
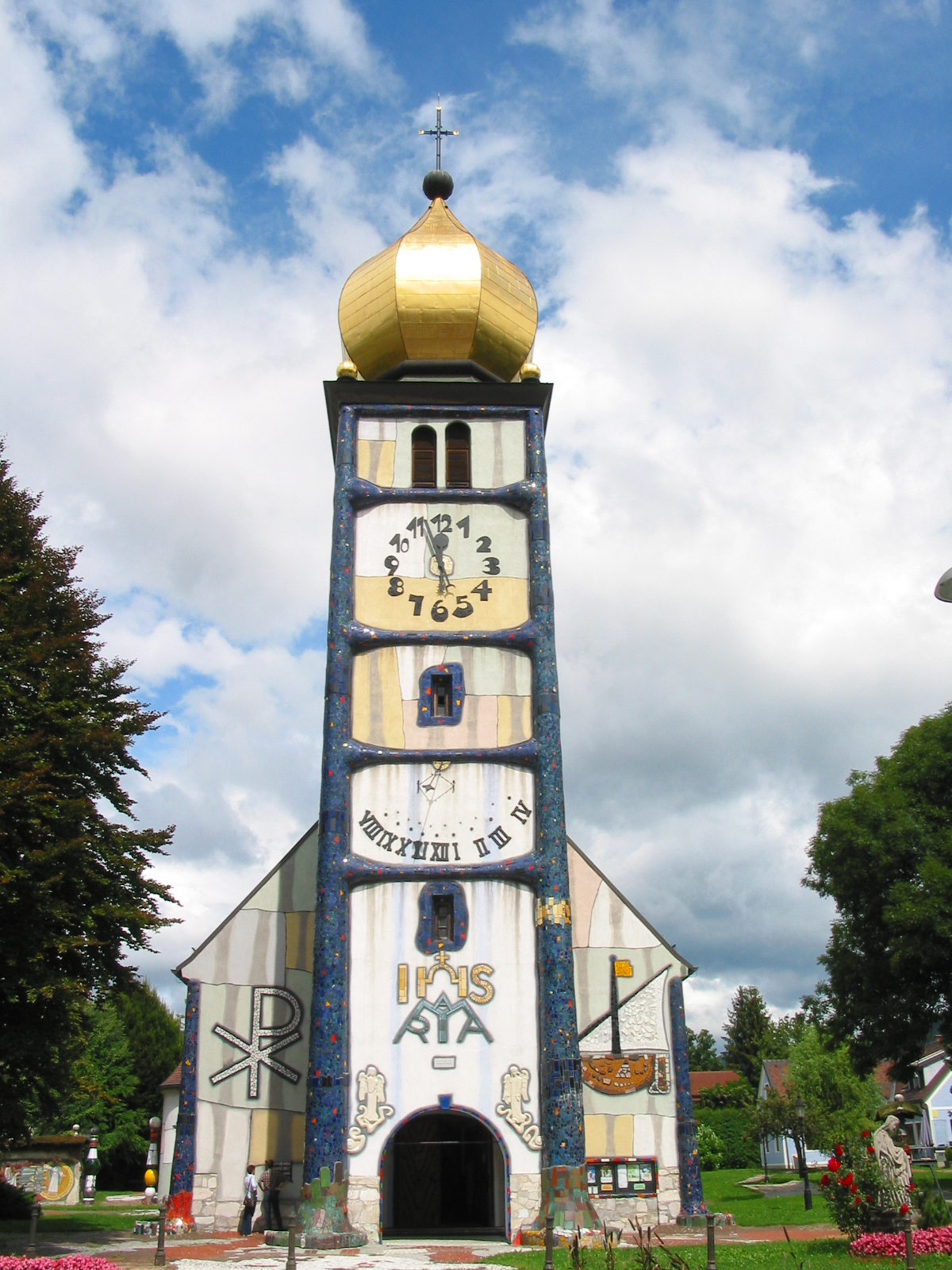
Église de Bärnbach par Hundertwasser

Voir aussi Églises baroques en Autriche

## Repères 2020
Pour une population d'approximativement 9 900 000 Autrichiens en 2020, sans considérer les diasporas autrichiennes ni les immigrations récentes :

### Christianisme en Autriche (> 70%)
Les estimations font état d'approximativement 7 000 000 chrétiens déclarés ou reconnus. 

#### Catholicisme en Autriche (5 918 629, 57,9%)
- Église catholique en Autriche (5 917 274 déclarés)
  - Conférence épiscopale autrichienne
  - La Communauté des chrétiens
  - Confrérie de saint Christophe d'Arlberg
- Église vieille-catholique d'Autriche (14 621) (Église vieille-catholique)
- Autres rites : rite grec catholique (1 089), rite catholique arménien (266)

#### Orthodoxies (400 000 estimés, 4,5%)
- Orthodoxie orientale en Autriche (en), conseil œcuménique grec-orientale (bulgare, grec, roumain, russe, serbe)(174 385), dont
  - Église orthodoxe serbe en Autriche (> 450 000 fidèles revendiqués, 4,6 %), Éparchie d'Autriche et de Suisse
- Orthodoxie orientale (arménienne, copte, syriaque) (5 000)
- Ordinariat oriental d'Autriche, églises catholiques orientales (10 000)
- Église arménienne apostolique en Autriche (de)

#### Protestantismes (375 000 estimés, 3,5%)
- Église évangélique de la Confession d'Augsbourg en Autriche (en), luthérienne (354 559, 3,2 %)
- Église réformée en Autriche (en), calviniste (19 463)

#### Courants chrétiens minoritaires (50 000 estimés)
- Anglicanisme (?)
- Évangélisme
  - Méthodisme (1784), Église évangélique-méthodiste en Autriche (de) (1 236 adeptes)
  - Église évangélique coréenne (Vienne) (de)
  - Églises Libres en Autriche (de)  (20 000) (mouvement évangélique des Églises Libres (de))
  - Baptisme (1609), dont l'Alliance baptiste mondiale (1905)  (?)
  - Pentecôtisme, première vague (1906)  (?)
  - Mouvement charismatique évangélique, seconde vague (1960) (?)
  - Mouvement néo-charismatique, troisième vague (1980) (?)
  - Christianisme non confessionnel, dont les méga-églises (?)
  - Restaurationnisme (christianisme) (primitivisme chrétien, contre la grande apostasie), ni protestantisme (ni pentecôtisme)
    - Adventisme (1840) : Christadelphianisme (vers 1850), Église de Dieu (Septième Jour) (1858), Église adventiste du septième jour (1863)  (4 220 adeptes)
    - Mormonisme ou Église de Jésus-Christ des saints des derniers jours (1830) et Mouvements issus du mormonisme (1844) (2 236 adeptes)
    - Église néo-apostolique (1863) (4 217 adeptes)
    - Témoins de Jéhovah (1870) (23 206 adeptes
- Frères moraves en Autriche (de) (Frères moraves, Unitas fratrum)

### Autres spiritualités (< 10%)
- Islam en Autriche (en) (336 998 déclarés, 700 000 estimés), majorité sunnite, avec une minorité chiite reconnue en 2013
- Alévisme, Communauté religieuse alévie d'Autriche (de)[1] (60 000)-(80 000 adeptes), Communauté vieille-alévie
- Bahaïsme en Autriche[2] (760 adeptes) reconnue en 1998
- La Communauté des chrétiens en Autriche[3], millénariste, anthroposophique (1 152)
- Communauté religieuse juive d'Autriche (de) (8 140) (dont (7 000 adeptes à Vienne)
- Hindouisme en Autriche (de) (3 629) dont Hare Krishna, Sathya Sai Baba, Osho, Sri Chinmoy
- Association religieuse bouddhiste d'Autriche (de) (10 402 adeptes)
- Sikhisme en Autriche (en) (3 000 adeptes)
- Eckankar
- Église de l'Unification (Moon)
- Église universelle de la vie
- Fiat Lux (UFO religion) (en)
- Enfants de Dieu (secte) (The Family International)
- Center for Experimental Society Formation, Holosophic Community, Divine Light Mission (en)
- Traditions alpines préchrétiennes 	 (survivances et/ou folklore)
- Néo-paganisme en Europe de langue allemande (en), dont WICA, druidisme, Asatru…

### Autres positions (15-20%)
- agnosticisme (?), athéisme (Athéisme en Autriche, 4 %), indifférence, prudence…
- Sans réponse (>10 %)
- Liberté de religion en Autriche (en), Droits humains en Autriche (en)